# Rokytnice nad Jizerou
Pour les articles homonymes, voir Rokytnice.
Rokytnice nad Jizerou (en allemand : Rochlitz an der Iser) est une ville et une station de ski de taille moyenne du district de Semily, dans la région de Liberec, en Tchéquie. Sa population s'élevait à 2 478 habitants en 2025.

## Géographie
Rokytnice nad Jizerou est arrosée par la Jizera et se trouve à 17 km au nord-est de Semily, à 29 km à l'est-sud-est de Liberec et à 103 km au nord-est de Prague.
La commune est limitée par Harrachov et la Pologne au nord, par Špindlerův Mlýn et Vítkovice à l'est, par Jablonec nad Jizerou au sud et par Paseky nad Jizerou à l'ouest.

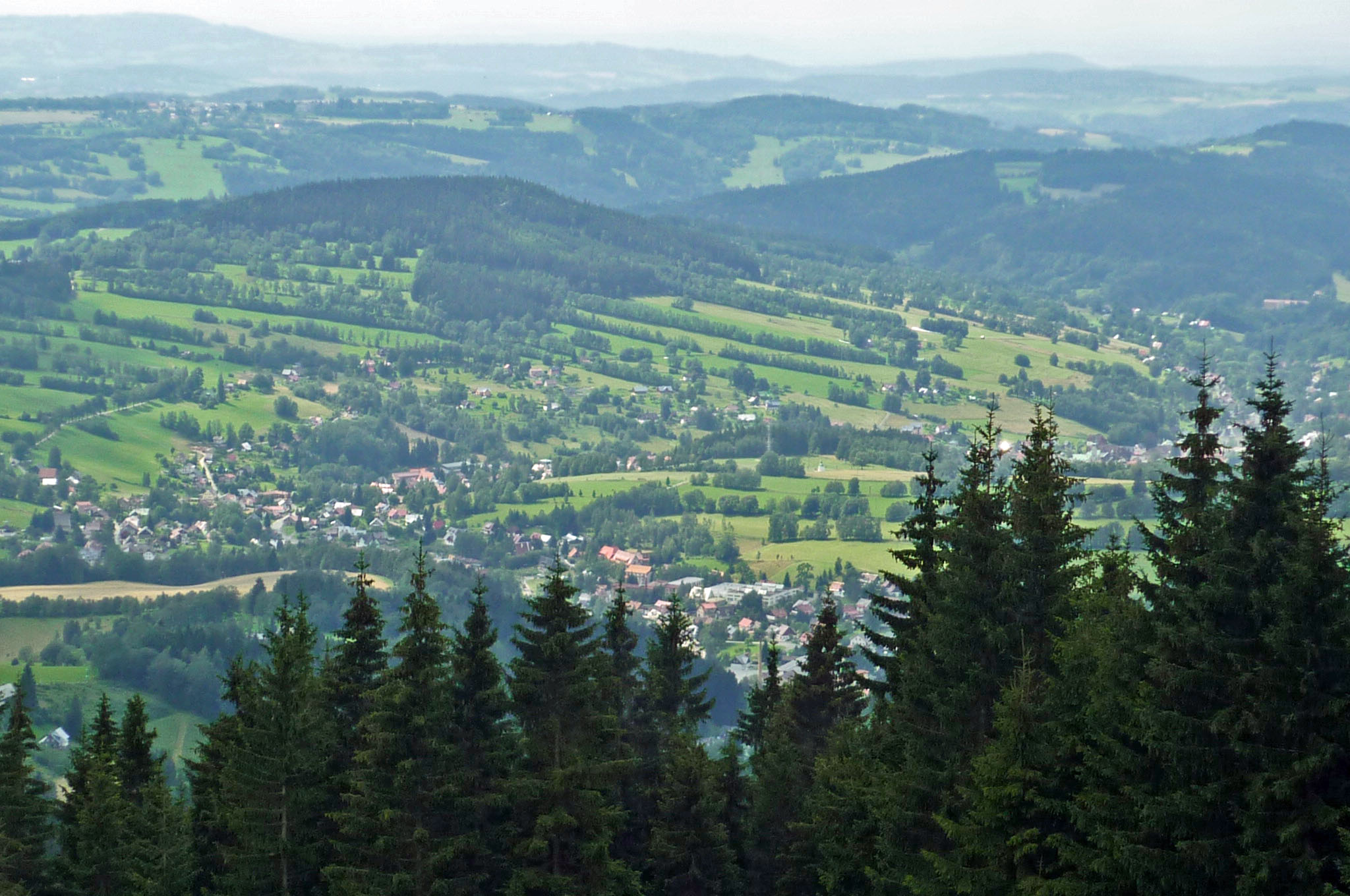
Vue de Rokytnice nad Jizerou.
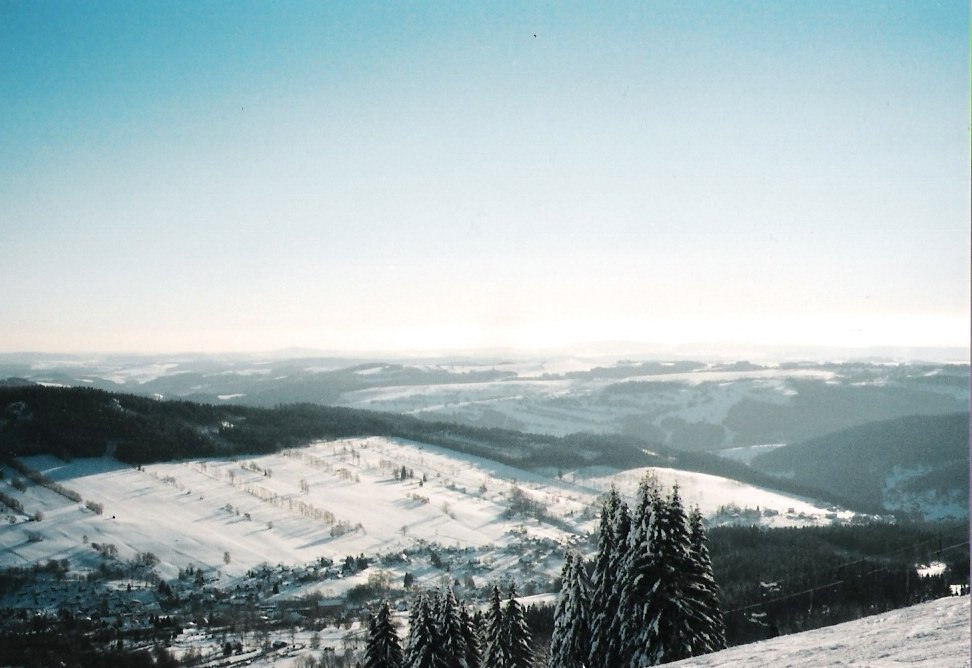
Rokytnice nad Jizerou en hiver.

Le tourisme est, avec l'industrie textile, la principale activité économique de Rokytnice.
La ville est entourée par les monts Studená (en allemand Kaltenberg, 989 m), Plešivec (Plechkamm, 1 210 m), Lysá hora (Kahle Berg, 1 344 m), Kotel (Kesselkoppe, 1 435 m), Vlčí hřeben (Wolfskamm, 1 140 m), Hejlov (Heilow, 835 m) et Stráž (Wachstein, 782 m).
Le domaine skiable — l'un des trois plus vastes de Tchéquie avec ceux de Hochficht et de Špindlerův Mlýn — se compose des sous-domaines Horní Domky et Studenov, qui sont reliés entre eux par un système de skibus gratuit. Le domaine principal est celui de Horní Domky, développé sur les pentes du mont Lysá hora (1 334 m). Il est desservi principalement par deux télésièges 4 places, de construction moderne : tandis que le télésiège Horní Domky, qui part du parking central, propose des pistes particulièrement adaptées aux skieurs débutants, le Lysá hora (de technologie débrayable) dessert des pistes beaucoup plus variées et de tous niveaux de difficulté et offre une dénivelée totale de près de 600 mètres - ce qui est rare pour la région.
Le domaine skiable est — comme pour les stations voisines — très fréquenté. Cela a pour conséquence des files d'attente parfois importantes — jusqu'à 20 minutes à chaque remontée mécanique — notamment lors des semaines de vacances scolaires tchèques.
La station interdisait il y a encore quelques années la pratique du snowboard, mais ces temps sont désormais révolus. Bien que ne disposant que d'infimes possibilités de ski hors-piste, la station communique en 2009 sur le fait qu'elle dispose d'une patrouille de pisteurs habilitée à verbaliser les skieurs et snowboarders qui sortiraient des pistes balisées. Cela s'explique par le fait que l'arrivée du télésiège Lysá hora s'effectue sur le territoire du Parc national des Monts des Géants (KRNAP). L'exploitation de ce télésiège est par ailleurs interdite en été.
Rokytnice nad Jizerou est membre du regroupement de stations de ski Skiregion.cz, qui compte également Harrachov, Paseky nad Jizerou, Rejdice et Příchovice.

## Transports
Par la route, Rokytnice nad Jizerou se trouve à 5 km de Jablonec nad Jizerou, à 24 km de Semily, à 43 km de Liberec et à 135 km de Prague.